# Kerstin Ståhl
Kerstin Margareta Ståhl, numera Säfsund, född 4 januari 1944 i Stockholm, är en svensk sångerska (mezzosopran). Hon ingick 1981 äktenskap med Bengt Emil Johnson (död 2010). 
Ståhl, som är dotter till stationsinspektor Sven Ståhl och Greta Gustavsson, genomgick Musikhögskolan Ingesunds solosångklass i Arvika 1964–1966 och Kungliga Musikhögskolans solosångklass i Stockholm 1968–1972. Hon var frilansande sångerska från 1971, medlem av ensemblen Harpans kraft 1970–1986, medverkade i och var producent för radioprogram från 1972 och pedagog på musiklinjen på Birkagårdens folkhögskola 1975–1984. Hon har som sångsolist, huvudsakligen inom nutida musik, genomfört turnéer i Europa, Nord- och Latinamerika.
Ståhl var sommarpratare i Sveriges Radio P1 den 15 juli 1993.